# تبه‌تی
تبه‌تی (به لاتین: Tbeti) یک منطقهٔ مسکونی در گرجستان است.